# Прайор, Аарон
Аарон Прайор (англ. Aaron Pryor; 20 октября 1955, Цинциннати, США — 9 октября 2016) — американский боксёр. Чемпион мира в 1-й полусредней весовой категории (WBA, 1980—1983; The Ring, 1980—1983; IBF, 1984—1985).

## Любительская карьера

### Чемпионат США[англ.]1973
Выступал в лёгкой весовой категории (до 60 кг). В финале победил Роберта Ньютона.

### Золотые перчатки1974
Выступал в лёгкой весовой категории (до 60 кг). В полуфинале проиграл Альберту Армстронгу.

### Чемпионат США[англ.]1974
Выступал в лёгкой весовой категории (до 60 кг). В полуфинале победил Роберта Ньютона. В финале проиграл Гилмеру Кенти. В этом году А. Прайор добился также уникального для боксёра-любителя достижения, побив 15 - 21 мая на матчевой встрече СССР - США трёх будущих чемпионов мира: В. Соломина, В. Львова, В. Рачкова 

### Золотые перчатки1975
Выступал в лёгкой весовой категории (до 60 кг). В финале победил Кёртиса Харриса.

### Панамериканские игры 1975
Выступал в лёгкой весовой категории (до 60 кг). В 1-м раунде победил гайанца Майкла Рейда. В четвертьфинале победил ямайца Клайва Эллиса. В полуфинале победил кубинца Луиса Эчайде. В финале проиграл канадцу Крису Кларку.

### Золотые перчатки1976
Выступал в лёгкой весовой категории (до 60 кг). В четвертьфинале победил Гилмера Кенти. В полуфинале победил Бенджамина Стиффа. В финале победил Томаса Хирнса.

## Профессиональная карьера
Дебютировал на профессиональном ринге 12 ноября 1976 года, одержав победу техническим нокаутом во 2-м раунде.
20 октября 1979 года нокаутировал в 5-м раунде экс-чемпиона мира в 1-м полусреднем весе панамца Альфонсо Фрейзера.

### Чемпионский бой сАнтонио Сервантесом
2 августа 1980 года встретился с чемпионом мира в 1-м полусреднем весе по версии WBA колумбийцем Антонио Сервантесом. Нокаутировал соперника в 4-м раунде и, впервые в карьере, стал чемпионом мира.

### Защиты титула
22 ноября 1980 года нокаутировал в 6-м раунде канадца Гаэтана Ара.
27 июня 1981 года нокаутировал во 2-м раунде гайанца Леннокса Блекмура.
14 ноября 1981 года нокаутировал в 7-м раунде американца Дуджуана Джонсона.
21 марта 1982 года нокаутировал в 12-м раунде бывшего претендента на титул чемпиона мира в 1-м полусреднем весе доминиканца Мигеля Монтилью.
4 июля 1982 года нокаутировал в 6-м раунде японца Акио Камеду.

### Первый бой сАлексисом Аргуэльо
Осенью 1982 года Прайор должен был встретиться с американцем Шугаром Рэем Леонардом. Однако, Леонард объявил о завершении карьеры из-за отслоения сетчатки левого глаза (вернулся на ринг в 1984-м году). 12 ноября 1982 года Прайор встретился с экс-чемпионом мира в трёх весовых категориях никарагуанцем Алексисом Аргуэльо. Аргуэльо был фаворитом 12 к 5. Прайор одержал победу техническим нокаутом в 14-м раунде. Отметим, что Аарон лидировал на карточках двух судей со счётом 127—124. У одного судьи был счёт 127—125 в пользу Аргуэльо. В перерыве между 13-м и 14-м раундами в микрофон канала HBO попали слова Панамы Льюиса (тренера Прайора), который сказал своим помощникам: «Дайте мне другую бутылку. Ту, которую я намешал.» Это породило слухи о том, что чемпион мог принимать во время боя запрещённые вещества. Допинг-теста после боя проведено не было. Билл Миллер, менеджер Аргуэльо, подал протест в WBA и Комиссию бокса Майами.
2 апреля 1983 года нокаутировал в 3-м раунде экс-чемпиона мира в 1-м полусреднем весе южнокорейца Ким Сан Хёна.

### Второй бой сАлексисом Аргуэльо
9 сентября 1983 года во второй раз встретился с Алексисом Аргуэльо. Прайор нокаутировал Аргуэльо в 10-м раунде и защитил титул.
В октябре 1983 года Прайор был лишён титула WBA за отказ проводить защиту в бою против американца Джонни Бампуса.

### Чемпионский бой с Ником Фурлано
22 июня 1984 года победил по очкам канадца Ника Фурлано и завоевал титул чемпиона мира в 1-м полусреднем весе по версии IBF. Счёт судей: 148—140, 146—138 и 146—139 (все в пользу Прайора).
2 марта 1985 года победил по очкам, раздельным решением, американца Гари Хинтона. Двое судей отдали победу чемпиону (146—139 и 143—141). Один судья посчитал, что сильнее был претендент (143—141). Прайор защитил титул IBF.
В декабре 1985 года Прайор был лишён титула IBF из-за неактивности.
8 августа 1987 года проиграл техническим нокаутом в 7-м раунде американцу Бобби Джо Янгу. Это первое и единственное поражение в профессиональной карьере Аарона.
В 1988—1990 годах одержал три досрочные победы над малоизвестными соперниками, после чего, ушёл из бокса.

## Титулы и достижения

### Любительские
- 1973  Чемпион США в лёгком весе (до 60 кг).
- 1974  Бронзовый призёр турнира «Золотые перчатки» в лёгком весе (до 60 кг).
- 1974  Серебряный призёр чемпионата США в лёгком весе (до 60 кг).
- 1975  Победитель турнира «Золотые перчатки» в лёгком весе (до 60 кг).
- 1975  Серебряный призёр Панамериканских игр в лёгком весе (до 60 кг).
- 1976  Победитель турнира «Золотые перчатки» в лёгком весе (до 60 кг).

### Профессиональные
- Чемпион мира в 1-м полусреднем весе по версии WBA (1980—1983).
- Чемпион мира в 1-м полусреднем весе по версии IBF (1984—1985).
- Боксёр года (1982) по версии BWAA[28].

## Признание
- В 1996 году включён в Международный зал боксёрской славы[29].
- В 2001 году включён во Всемирный зал боксёрской славы.
- В 1994 году журнал «Ринг» поставил Прайора на 2-е место в списке величайших боксёров в истории 1-го полусреднего веса.